# Icosium
Icosium (en griego antiguo: Ἰκόσιον, romanizado: Ikósion) fue una ciudad bereber que formaba parte de Numidia, que se convirtió en una importante colonia romana y un obispado medieval temprano (ahora una sede titular) en el área de la qasbah de la actual Argel.

## Historia

### Leyenda
El nombre griego de Icosium, Ikósion, se explicaba como derivado de la palabra griega para "veinte" (εἴκοσι , eíkosi), supuestamente porque había sido fundada por veinte compañeros de Heracles cuando visitó las montañas del Atlas durante sus trabajos.

### Ciudad romana
En 146 a. C., Icosium pasó a formar parte del Imperio Romano. La revuelta de Tacfarinas dañó la ciudad, pero Icosium revivió con la introducción de una colonia de soldados romanos veteranos durante el reinado de Juba II. La ciudad recibió derechos latinos (colonia Latina) por el emperador Vespasiano. El Icosium romano existió en lo que fue el "barrio marino" de la ciudad de Argel hasta 1940. La Rue de la Marine siguió las líneas de lo que solía ser una calle romana, y un acueducto en ruinas era visible desde la "Puerta de la Victoria" de Argel hasta 1845. Existían cementerios romanos cerca de Bab-el-Oued y Bab Azoun.

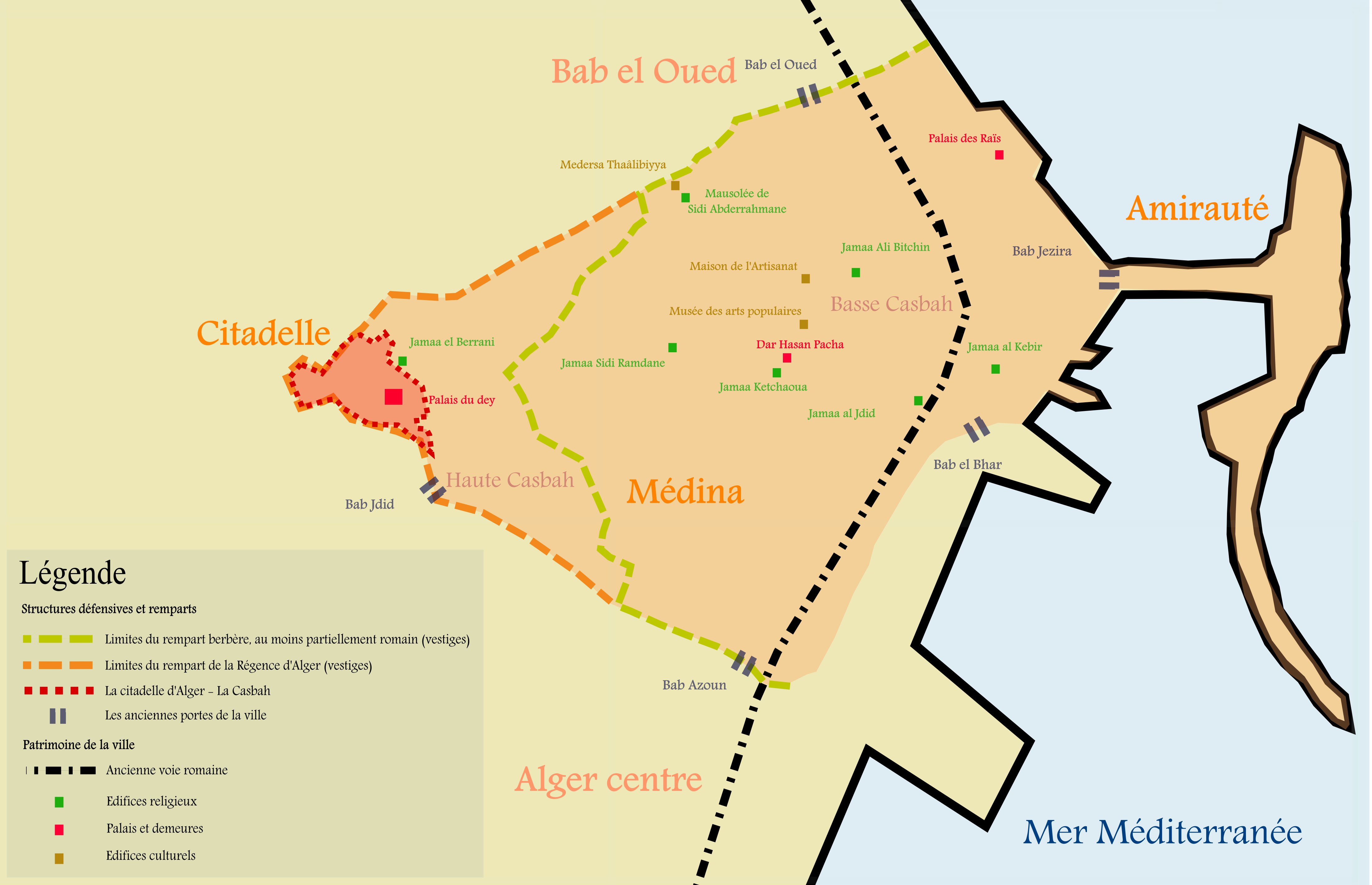
Mapa de la Casba de Argel que muestra lo que queda del Icosium romano (en francés)

El cristianismo comenzó a practicarse a finales del siglo II y, a principios del siglo IV, era la religión principal de los bereberes romanizados de la ciudad. Los obispos de Icosium se mencionan hasta el siglo quinto. En el concilio cristiano de Cártago en 419 (promovido por San Aurelio) asistió el obispo Laurencio "Icositano", como representante de Mauritania Caesariensis: San Agustín escribió sobre él en una carta al Papa Celestino I.

### Historia posterior
Icosium siguió siendo parte del Imperio Romano hasta que fue conquistada por los vándalos en 430. En 442, un acuerdo entre el Imperio Romano y los vándalos permitió que Icosium fuera ocupada por los romanos durante el control vándalo del norte de Mauritania Cesariense . Algunas tribus bereberes tomaron el control de la ciudad a principios del siglo VI, pero la ciudad fue reconquistada más tarde por el Imperio Bizantino. Esto sucedió justo antes de la conquista árabe a finales del siglo VII.
Icosium fue luego destruida por los árabes y reducido a un pueblo muy pequeño en el siglo VIII. La mayoría de los habitantes romanizados fueron asesinados o enviados como esclavos a Damasco. Hasta 950, solo quedaron ruinas de lo que fue el Icosium romano.
Solo en el siglo X la ciudad comenzó a ser desarrollada nuevamente por Buluggin ibn Ziri, un bereber que financió Argelia bajo la dinastía zirí, a lo que hoy es la capital de la Argelia moderna. De hecho, la Casba de Argel (un sitio del patrimonio mundial de la UNESCO) se funda principalmente sobre las ruinas del antiguo Icosium. Es una ciudad de tamaño medio que, construida sobre una colina, desciende hacia el mar y se divide en dos: la Ciudad Alta y la Ciudad Baja, que en la actualidad se desmoronan peligrosamente.